# Utah State Aggies

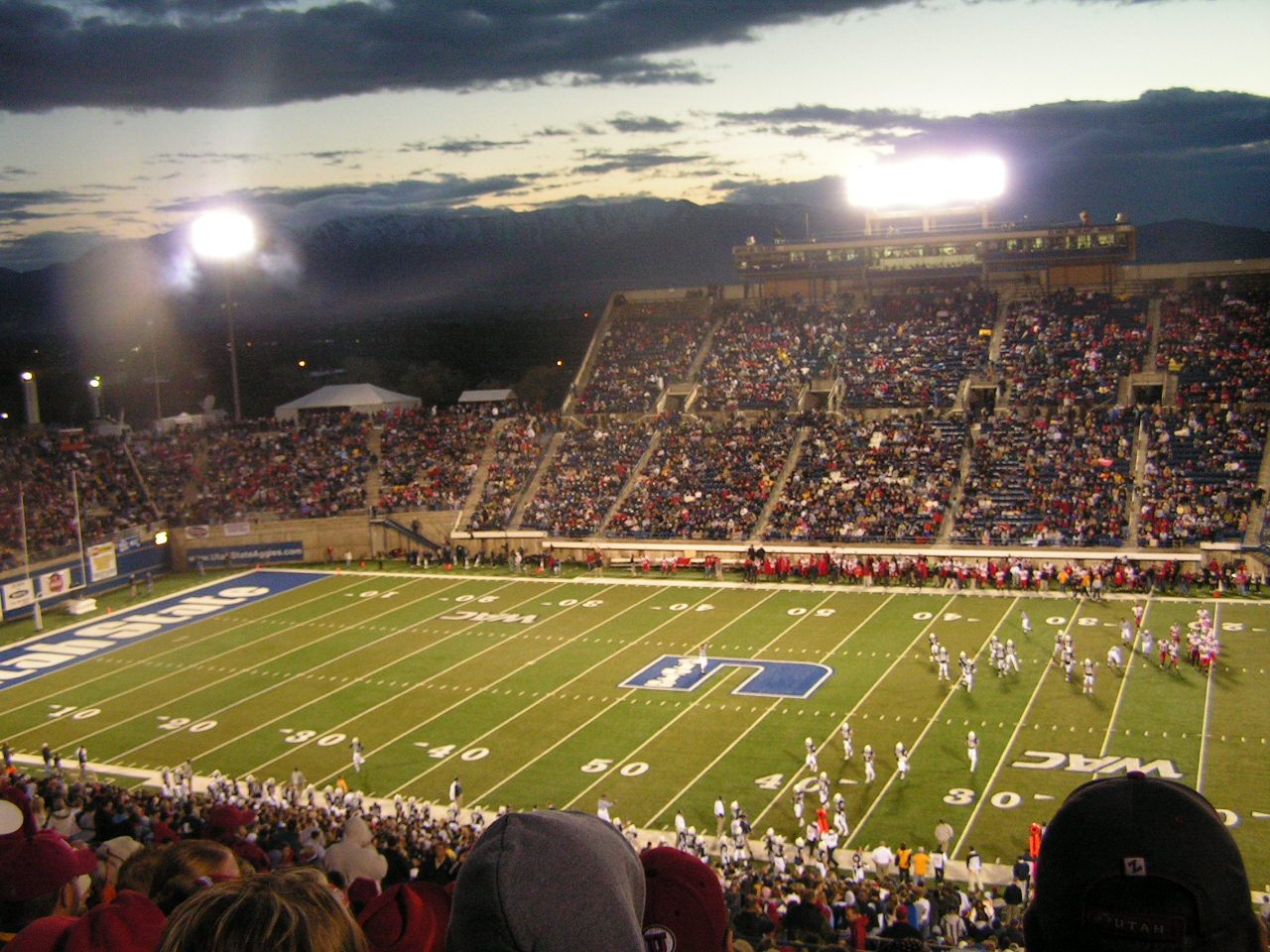
Maverik Stadium.

Utah State Aggies (español: Agrícolas de la Estatal de Utah) es el equipo deportivo de la Universidad Estatal de Utah, situada en Logan (Utah). Los equipos de los Aggies participan en las competiciones universitarias organizadas por la NCAA, y forma parte de la Mountain West Conference.

## Programa deportivo
Los Aggies participan en las siguientes modalidades deportivas:
| - Masculino - Baloncesto - Cross - Fútbol americano - Golf - Tenis - Atletismo | - Femenino - Baloncesto - Fútbol - Cross - Gimnasia - Softball - Natación - Tenis - Atletismo - Voleibol |